# 卡尼鎮區 (密歇根州)
卡尼鎮區（英語：Kearney Township）是位於美國密歇根州安特里姆縣的一個行政鎮區。

## 地方資料
卡尼鎮區的面積為91.30平方千米，當中陸地面積為88.70平方千米，而水域面積為2.60平方千米。根據2020年美國人口普查的數據，當地共有人口1780人，而人口密度為每平方千米19.5人。